# Distributed Relational Database Architecture
Distributed Relational Database Architecture (DRDA) は、IBMの分散関係データベース体系、もしくはそのプロトコルおよび実装のことを指す。分散された複数のデータベース管理システム (DBMS) およびアプリケーション・プログラムの協働と連携を行い、データアクセスとトランザクションを制御する。DRDAをサポートするDBMS同士であればどのような組み合わせでも
分散データベースシステムを構成することができる。
DRDA (R) は、DBMSとの通信プロトコルを定義するが、APIは定義しない。